# 尖尾松鸡
，是鸡形目雉科的一种鸟类。

## 特征
尖尾松鸡体重约882.38克，翼长约200.6毫米，嘴峰长约22.3毫米，喙宽度约8.4毫米，喙厚度约9.2毫米，跗蹠长约40毫米，尾长约103.2毫米。尖尾松鸡在其分布区内为留鸟，其栖息在开放的草原环境中，食性为草食性，主要食物来源是陆生植物。

## 亚种
- ：分布于阿拉斯加北部至育空南部、不列颠哥伦比亚北部和阿尔伯塔北部。
- ：分布于麦肯锡河至大奴湖。
- ：分布于马尼托巴省北部至安大略省北部和魁北克省中西部地区。
- ：分布于马尼托巴南部至密歇根北部、明尼苏达和威斯康星州。
- ：分布于艾伯塔省和萨斯喀彻温省中北部至科罗拉多州和内布拉斯加州。
- ：分布于不列颠哥伦比亚省中北部至俄勒冈州东部、犹他州北部和科罗拉多州西部。[4]